# Teste nº 6

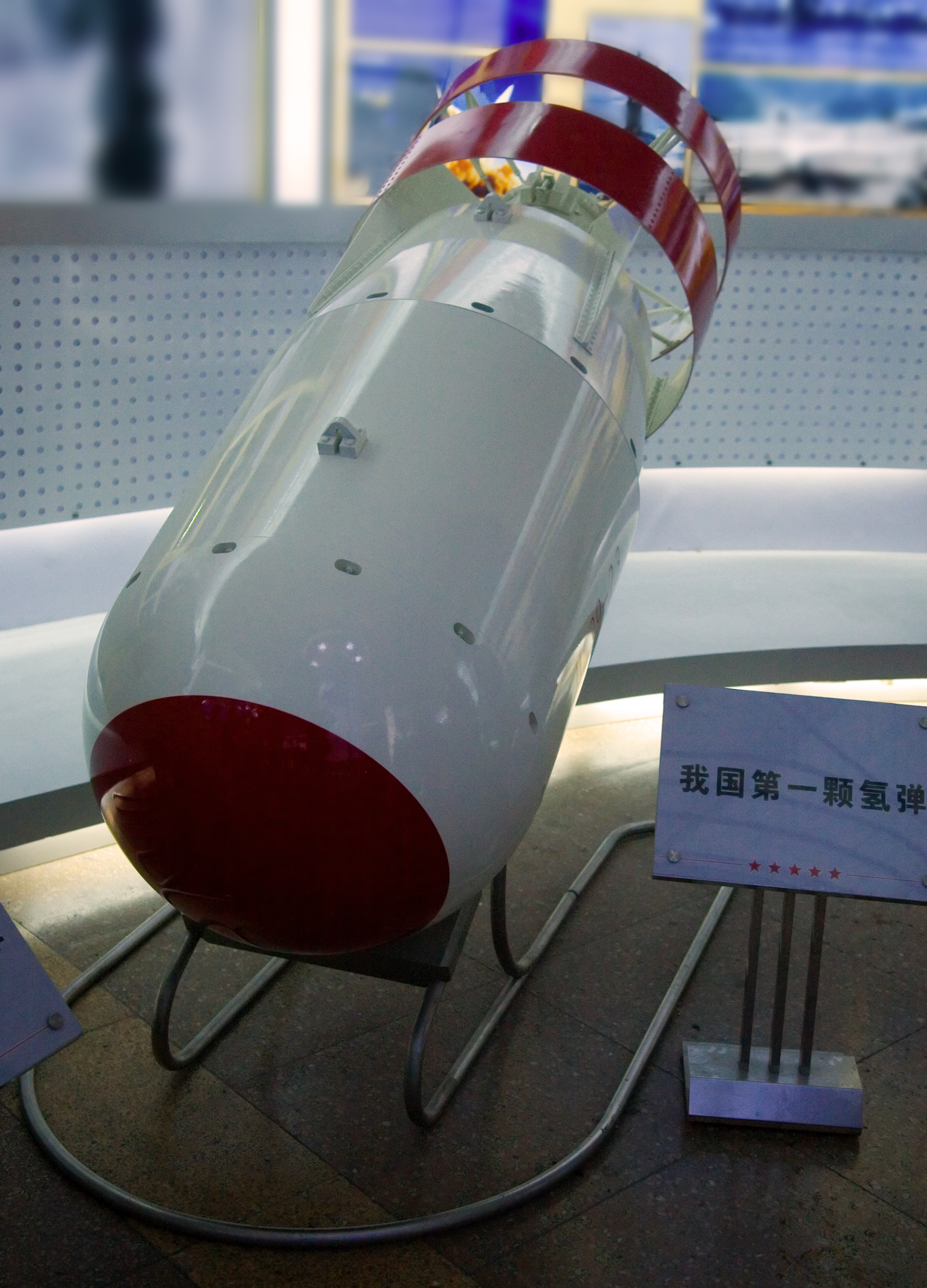
Maquete da bomba termonuclear usada no Teste N 6

Teste nº 6 foi o primeiro teste termonuclear chinês, se tornando o quarto pais a testar um dispositivo termonuclear depois dos Estados Unidos da América, União Soviética e Reino Unido, depois de apenas 32 meses após seu primeiro teste de bombas a fissão se tornando o pais mais rápido a desenvolver armas de fissão e logo depois fusão, contra 86 meses para os E.U.A, para a URSS 75 meses, para o Reino Unido 66 meses e para a França 105 meses.
Ela foi largada por Tu-16, com um para-quedas para retardar a sua decida, e tinha por objetivo não somente ser o primeiro teste termonuclear como também testar um dispositivo pequeno o suficiente para que pudesse ser transportada por mísseis balísticos intercontinentais ou por pequenos aviões rendendo pelo menos 1 megaton, ela foi detonada em 17 de junho de 1967 e rendeu 3,3 megatons.